# دتنهاوزن
دتنهاوزن (به آلمانی: Dettenhausen) یک شهر در آلمان است که در توبینگن واقع شده‌است. دتنهاوزن ۵۵٬۴۴۱ نفر جمعیت دارد.

## خواهرخوانده
شهرهای تروین و تاب (مجارستان) خواهرخوانده‌های دتنهاوزن هستند.